# Latyfundium
Latyfundium – ogromna posiadłość ziemska należąca do jednej osoby lub organizacji, np. religijnej, stanowiąca podstawę potęgi materialnej i znaczenia politycznego jej właściciela.

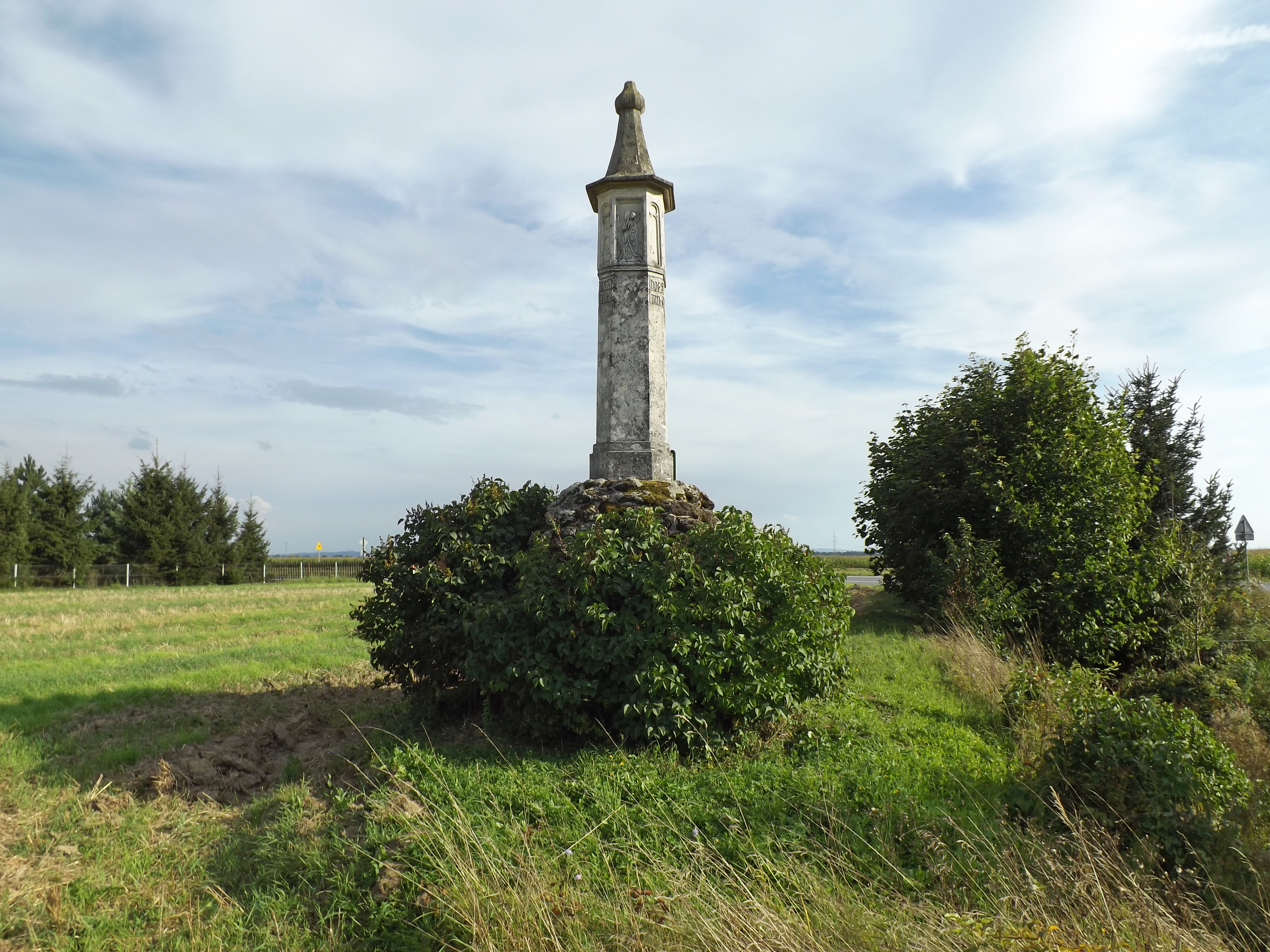
Biskupice Radłowskie. Słup z 1450 r. stojący na dawnej granicy latyfundium należącego do biskupstwa krakowskiego.

## Historia
Termin pochodzi z języka łacińskiego (l. mn. latyfundia od latus ‘szeroki; rozległy’ i fundus ‘grunt, posiadłość, majątek’), a wyrażenie związane jest z Pliniuszem Starszym, który w swojej Historii naturalis użył pierwszy raz tego określenia.
Pierwsze latyfundia powstały na terenie Italii od III w. p.n.e. w wyniku łączenia dzierżaw gruntów publicznych, skupowania lub zagarniania za długi ziem drobnych rolników oraz nabywania za bezcen ziem ludzi proskrybowanych. Podstawą ich rozwoju była praca kolonów, często zatrudniano w nich także niewolników. W 133–123 p.n.e. Tyberiusz Grakchus i Gajusz Grakchus (trybunowie plebejscy) próbowali wprowadzić reformę rolną, która miała polegać na rozparcelowaniu latyfundiów. Reforma nie powiodła się.
W dawnej Polsce latyfundiami określano rozległe posiadłości ziemskie należące najczęściej do Kościoła lub rodów magnackich. Przykładem latyfundium należącego do jednej osoby był majątek prywatny biskupa Piotra Myszkowskiego w skład którego wchodziły 3 miasta, 78 wsi i 3 zamki. Po rozbiorach Polski latyfundia uległy znacznemu ograniczeniu i zaczęły tracić na znaczeniu.
Latyfundia występują obecnie głównie w Ameryce Południowej, w takich krajach, jak Brazylia czy Argentyna, i są nastawione na hodowlę. Po krytyce latyfundyzmu przez prezydenta Cardenasa w Meksyku przeprowadzono reformę rolną, w wyniku której w latach 1935–1937 chłopi otrzymali około 11 600 000 hektarów ziemi. Natomiast jeszcze w 1950 roku w Boliwii latyfundia i minifundia razem zajmowały około 80% ziemi.